# Tunstall (Kent)
Tunstall es una parroquia civil y un pueblo del distrito de Swale, en el condado de Kent (Inglaterra).

## Geografía
Según la Oficina Nacional de Estadística británica, Tunstall tiene una superficie de 4,12 km².

## Demografía
Según el censo de 2001, Tunstall tenía 877 habitantes (47,78% varones, 52,22% mujeres) y una densidad de población de 212,86 hab/km². El 17,33% eran menores de 16 años, el 74,57% tenían entre 16 y 74 y el 8,1% eran mayores de 74. La media de edad era de 44,16 años. Del total de habitantes con 16 o más años, el 16,69% estaban solteros, el 70,48% casados y el 12,83% divorciados o viudos.
El 96,69% de los habitantes eran originarios del Reino Unido. El resto de países europeos englobaban al 1,71% de la población, mientras que el 1,6% había nacido en cualquier otro lugar. Según su grupo étnico, el 98,3% eran blancos, el 0,34% mestizos, el 0,68% asiáticos, el 0,34% negros y el 0,34% chinos. El cristianismo era profesado por el 84,85% y cualquier otra religión, salvo el budismo, el hinduismo, el judaísmo, el islam y el sijismo, por el 0,34%. El 6,95% no eran religiosos y el 7,86% no marcaron ninguna opción en el censo.
396 habitantes eran económicamente activos, 386 de ellos (97,47%) empleados y 10 (2,53%) desempleados. Había 364 hogares con residentes y 11 vacíos.